# Renée Lucht
Renée Lucht (17 de septiembre de 1998) es una deportista alemana que compite en judo. En los Juegos Europeos de Cracovia 2023 consiguió una medalla de plata en la prueba de equipo mixto.

## Palmarés internacional
| Juegos Europeos | Juegos Europeos         | Juegos Europeos  | Juegos Europeos |
| Año             | Lugar                   | Medalla          | Categoría       |
| --------------- | ----------------------- | ---------------- | --------------- |
| 2023            | Krynica-Zdrój (Polonia) | Medalla de plata | Equipo mixto    |